# 宁家坪镇
湖南坳乡，是中华人民共和国湖南省株洲市攸县下辖的一个乡镇级行政单位。

## 行政区划
湖南坳乡下辖以下地区：
杜口村、田心村、大兴村、大瑞村、排山村、龙田村、下湾村、双田村、大祥村、自力村和金水村。